# 维陶塔斯大帝
维陶塔斯大帝（或称为维托夫特；立陶宛语：Vytautas Didysisⓘ；约1350年－1430年10月27日），为中世紀立陶宛大公國最偉大的大公，称为大帝。他的头衔为Didysis Kunigaikštis，享有与国王同等的权利，为他的疆土内的最高统治者，也是龙骑士团成员。
维陶塔斯为主要包括立陶宛人和卢森尼亚人的立陶宛大公国统治者（1401年－1430年）。他也是赫罗德那亲王（1370年－1382年）和卢茨克亲王和假定的胡斯徒之王。在现在的立陶宛，维陶塔斯作为民族英雄受到人民的崇敬，并在20世纪早期作为立陶宛国家复兴的象征。维陶塔斯（Vytautas）是一个很流行的立陶宛男子名字。维陶塔斯大帝大学也以他的名字命名。在间战期，独立的立陶宛共和国树立起了很多歌颂他功绩的纪念碑。

## 权力斗争

### 早年

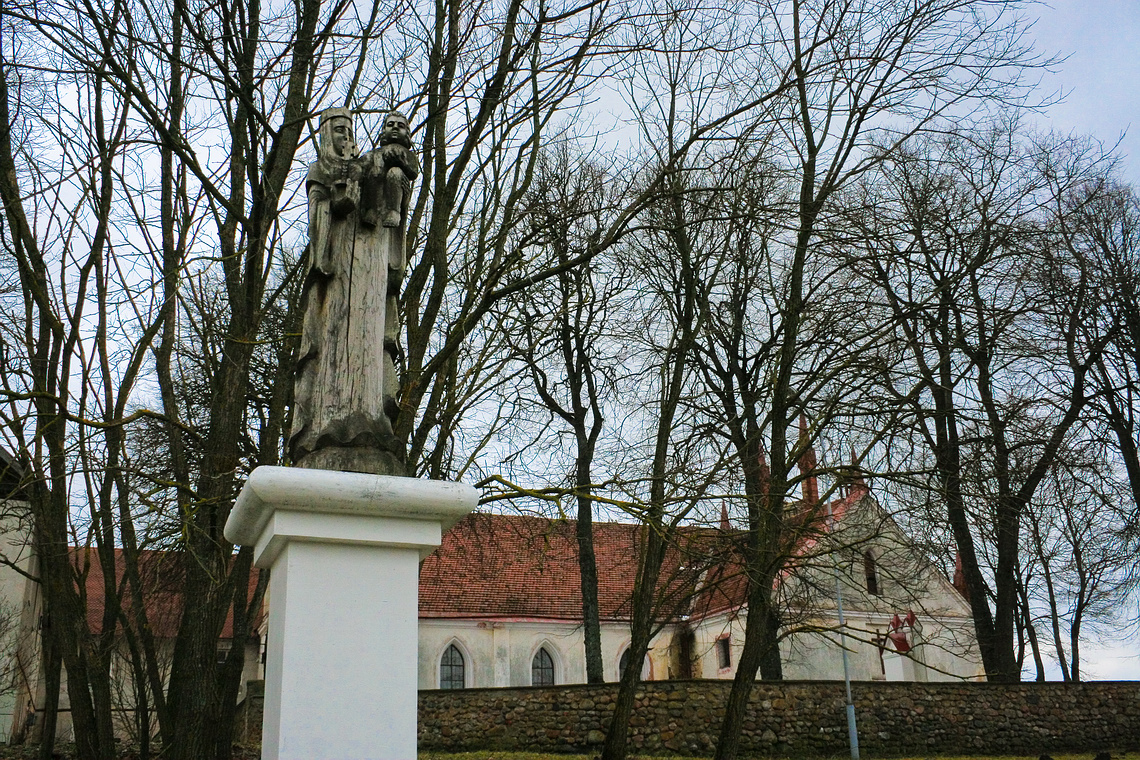
维陶塔斯出生地的雕像

维陶塔斯在1350年位于现在的瑟涅基-查基（“老查基”）的城堡出生，为科斯圖提斯和他的第二任妻子比露特之子，以瓦迪斯瓦夫二世为名成为波兰国王的雅盖沃的堂兄弟和莫斯科大公瓦西里二世的外祖父。

### 1377年－1384年
维陶塔斯的父亲科斯图提斯和他的叔父阿尔吉尔达斯为兄弟，他们未曾为权力争夺过。阿尔吉尔达斯当立陶宛大公，科斯图提斯负责抵御条顿骑士团。然而，在阿尔吉尔达斯在1377年死后，他的儿子雅盖沃成为大公。维陶塔斯父亲和叔父之间和谐的关系消失了，而他父亲与表兄弟为权利而相互争斗。在1380年，雅盖沃与条顿骑士团秘密签署针对科斯图提斯的多威迪斯科斯条约。在翌年科斯图提斯发现了这份条约时，他占领了维尔纽斯，监禁了雅盖沃并自命为大公。然而，雅盖沃设法逃跑并建立起了一支军队，以与科斯图提斯和他儿子维陶塔斯为战。双方正面遇到彼此，但从未激为战争。科斯图提斯准备谈判，但是他和维陶塔斯被逮捕，并在克列瓦城堡遭到监禁。一周后，科斯图提斯被发现已死。但是他的死因依然是争议。

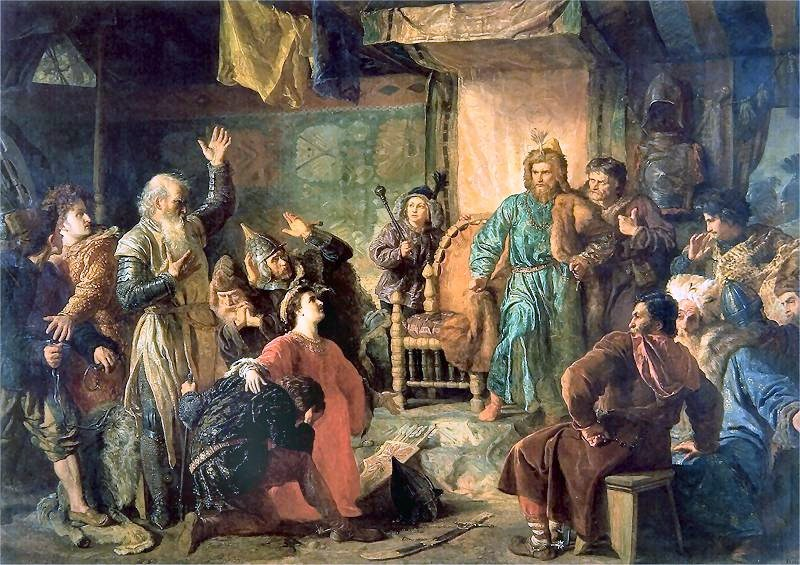
维陶塔斯和科斯图提斯被监禁。沃切赫·格森绘

在1382年，维陶塔斯可以逃离克列瓦了。在他逃离克列瓦后，他向条顿骑士团寻求帮助。他们构思杜比撒条约，让雅盖沃接受基督教，成为骑士团盟友，并将萨莫吉希亚位于杜比薩河一侧的土地交给骑士团。可是，条约从没被签署。在1383年，引发了雅盖沃和骑士团的战争。维陶塔斯按照天主教仪式受洗，接受教名维甘德（立陶宛语：Vygandas）。可是后来，他离基督教越走越远，而再信异教。维陶塔斯参与了几次针对雅盖沃的袭击。在1384年1月，维陶塔斯再次承诺将萨莫吉希亚的一部分割让给条顿骑士团，而直到內韋日斯河，这条河的另一边土地重回立陶宛大公国名下。可是，在同年7月，维陶塔斯决定与雅盖沃和解，与条顿骑士团断绝来往。他后来烧毁条顿骑士团三个重要的城堡，重夺以前科斯图提斯所拥有的一切土地，除了特拉凱。

### 1389年－1392年

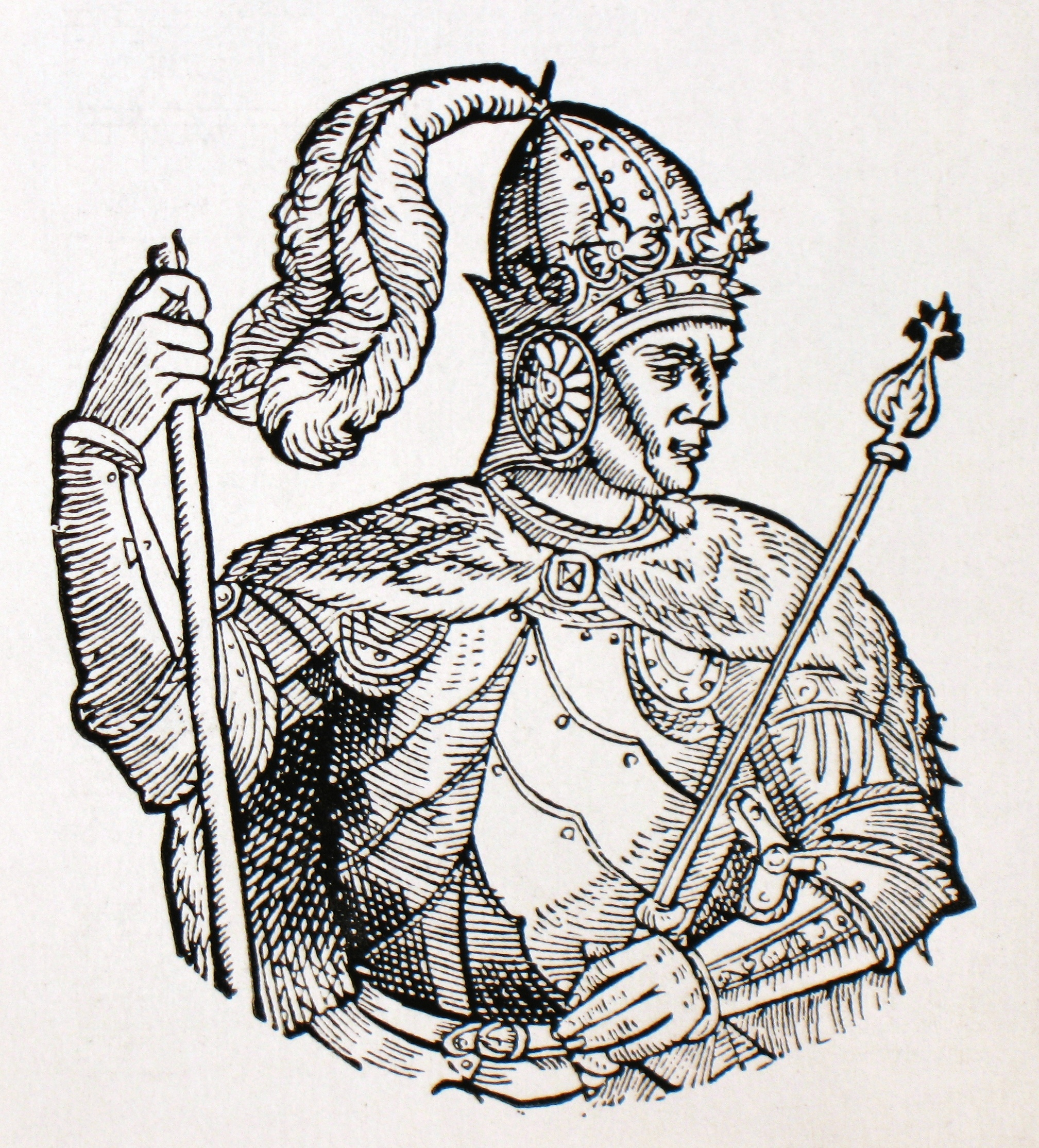
维陶塔斯大帝，16世纪绘制成的版画

维陶塔斯在1385年参与了和波兰在克雷沃聯合上的签署，并在1386年再次以天主教的仪式受洗，接受教名亚历山大。这个条约确定了雅盖沃和雅德维加的婚姻，和雅盖沃将成为波兰国王的事实。他任命他的兄弟斯基尔盖拉为立陶宛大公国的摄政者。可是，他不得人心，维陶塔斯看见了再次成为大公的机会。在1389年他发动了一场战争并进攻维尔纽斯，但却失败。维陶塔斯不得不承诺遵守在1384年签署的原来的协议，并将萨莫吉希亚移交给骑士团，它的军队当时想立陶宛发起进攻。
为了进一步扩大他的影响，维陶塔斯让他唯一的女儿索菲亚在1391年和莫斯科大公瓦西里一世结婚。波兰贵族对他们的国王，现在的瓦迪斯瓦夫二世·雅盖沃花太多的时间处理立陶宛大公国的事物。这就是说，战争会继续几年，并不会为国家带来任何好处。在1392年，瓦迪斯瓦夫二世的使节马佐夫舍的亨利提议让维陶塔斯成为摄政者，代替斯基尔盖拉。维陶塔斯接受了这个提议，并再次烧毁条顿骑士团的三个城堡，并重返维尔纽斯。雅盖沃和维陶塔斯签署阿斯查瓦条约，让维陶塔斯夺回以前属于科斯图提斯的所有土地，包括查基，并提供的更多。他请求以瓦迪斯瓦夫二世·雅盖沃的名义统治立陶宛大公国。在维陶塔斯死后，所有土地和权力还给了波兰国王。

## 立陶宛大公

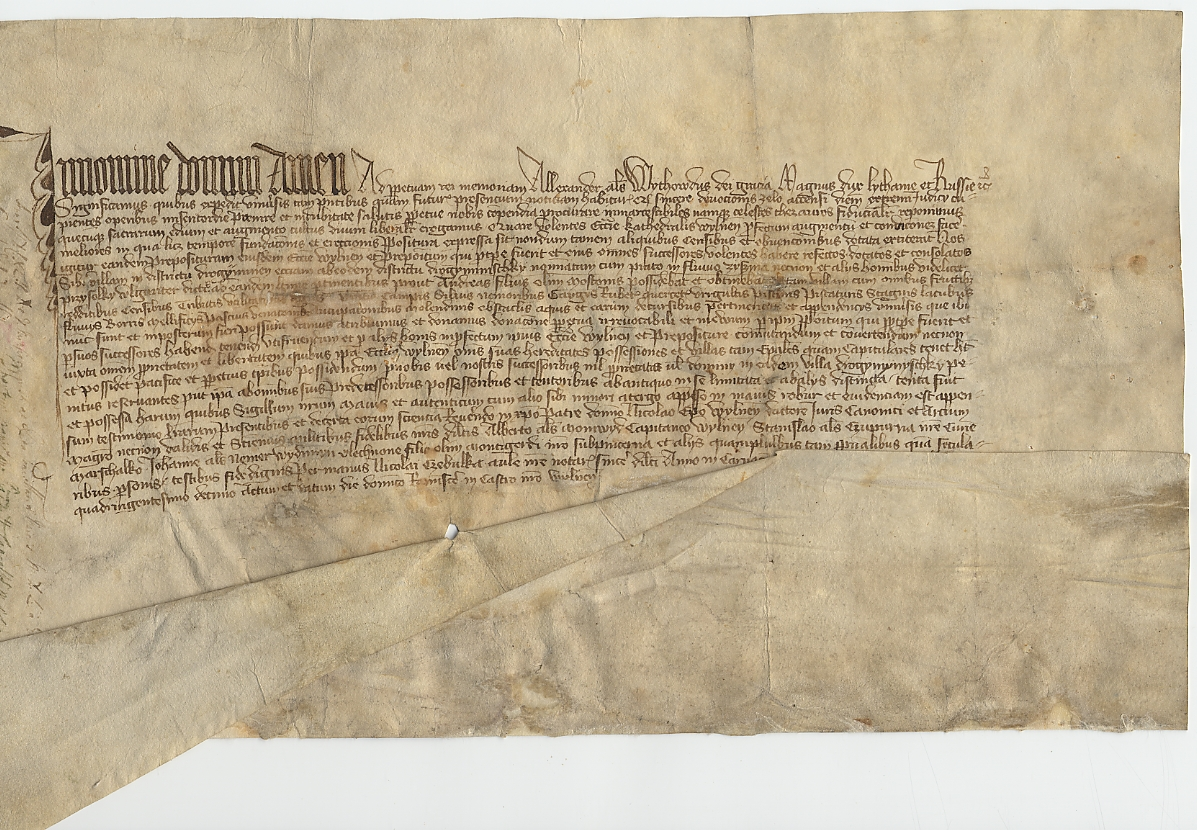
维陶塔斯的特权，藏于维尔纽斯主教座堂。1410年2月16日在维尔纽斯出版，用拉丁文书写。

### 东方政策

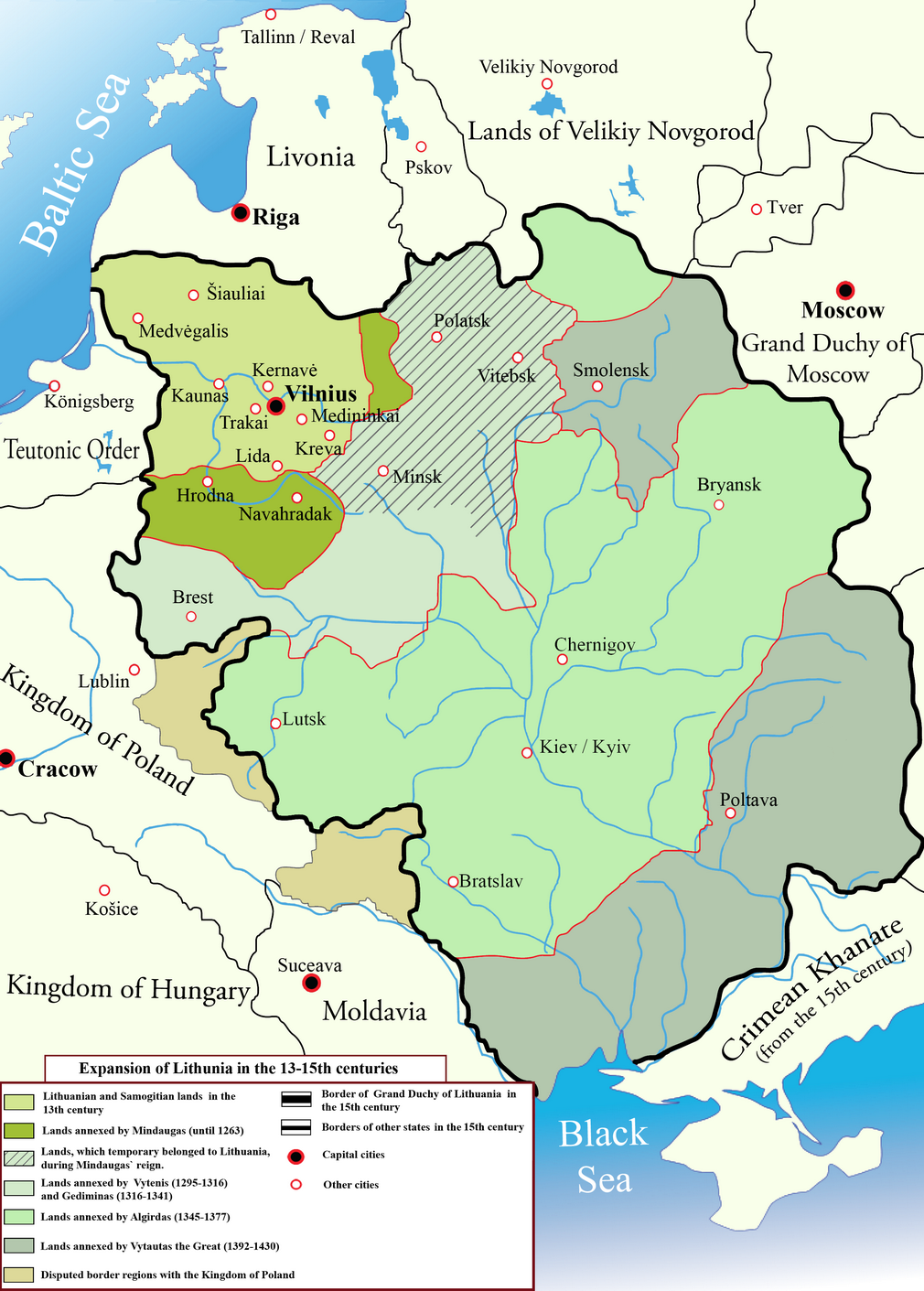
立陶宛公國的擴張圖，维陶塔斯任內（1392-1430年）自蒙古勢力中奪取的領土呈現為灰綠區，位於圖中的東北和東南角；圖中央的淡綠區則是維陶塔斯伯父阿尔吉尔达斯任內（1345-1377年）占領、收服的土邦，擴張關鍵是1362年於藍水戰役中大敗金帳汗國、取得基輔

维陶塔斯延续了阿尔吉尔达斯的理想，尽可能占领与莫斯科大公国一样多的土地。大公已经统治了很多土地，但是其余的被蒙古人占领。金帐汗国可汗脱脱迷失在他于1395年被帖木儿击败后，离开王位时受到过维陶塔斯的帮助。双方签署了让维陶塔斯帮助脱脱迷失夺权，汗国将更多土地割让给立陶宛大公国的条约。在1398年，维陶塔斯的军队进攻克里米亚并在那里建了一座城堡。当时的立陶宛北抵波罗的海，南达黑海。许多鞑靼战俘被带进立陶宛族群中。
受到这次成功战役的鼓舞，维陶塔斯和瓦迪斯瓦夫二世赢得了由博义九世赋予的组织进攻蒙古人的十字军的机会。这次政治行动也体现出立陶宛已经完全接受基督教，并自行捍卫了信仰，連帶使条顿骑士团失去了进一步进攻立陶宛的借口與名分。然而，最終这场對蒙古人的大战，在1399年以沃尔斯科拉河之战的溃败而告终，結束了立陶宛對金帳汗國（及其分支）的領土蠶食。戰敗導致至少20位亲王，包括瓦迪斯瓦夫二世的两位兄弟都被杀害了，只有维陶塔斯还活着。这给立陶宛大公国和波兰来了一个霹雳。很多领土的人反叛维陶塔斯，而且斯摩棱斯克的世袭统治者斯摩棱斯克的乔治重掌斯摩棱斯克，而且直到1404年，都不再被立陶宛人再次征服过。

格迪米纳斯塔，维陶塔斯和他的国家的标志

维陶塔斯在1406年至1408年间向他的女婿瓦西里一世和雅盖沃的兄弟，受到条顿骑士团支持，自命大王子的斯威特里盖拉发动战争。两支军队的大对峙在大诺夫哥罗德被雅盖沃的兄弟西蒙·林格文接受，雅盖沃使节耶日·诺斯接受重要城市普斯科夫的烏格拉河条约下和平结束了，但协议的后者被拉查兹条约明显破坏。与莫斯科的战争于1408年12月，在与条顿骑士团进一步发生不可避免的冲突的条约下结束了，尽管切列的赫尔曼二世试图以谈判解决问题。

### 与条顿骑士团为战

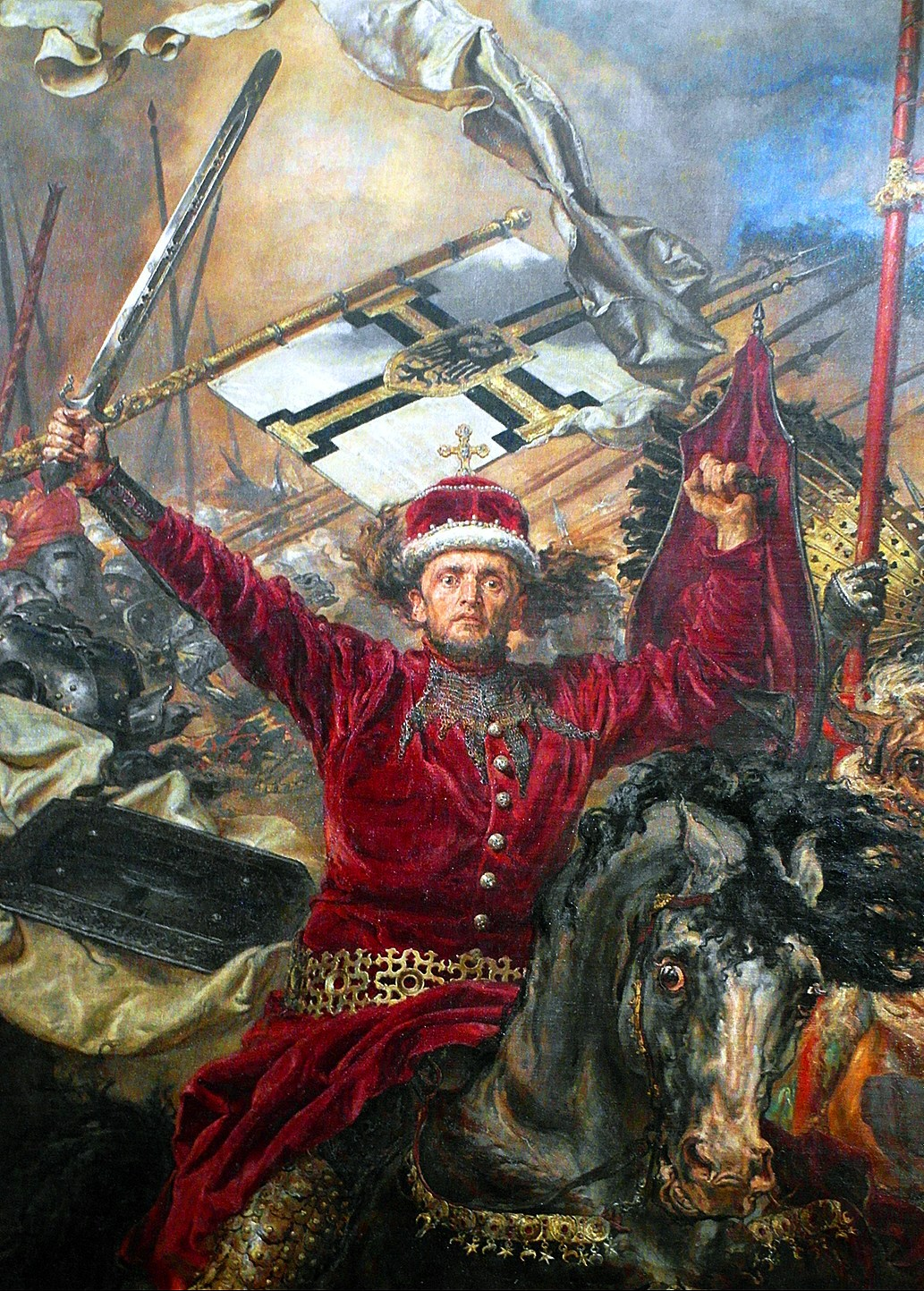
在扬·马特耶科格伦瓦德之战油画中的维陶塔斯

在1398年为针对金帐汗国的十字军入侵做准备的过程中，维陶塔斯与条顿骑士团签署萨利纳斯条约，并将萨莫吉希亚割让给他们。萨莫吉希亚对骑士团来说尤为重要，因为它将原本属于条顿骑士团的普鲁士和原本属于宝剑骑士团的拉脱维亚土地割裂开来。两个骑士团渴望合为一支强有力的军队。然而，骑士团只统治了萨莫吉希亚三年，欣慰1401年由维陶塔斯支持的萨莫吉希亚人造反，并烧毁了2个城堡。骑士团获得了雅盖沃的兄弟，渴望夺维陶塔斯的头衔的斯威特里盖拉的支持。在1404年，双方签署大体重复萨利纳斯条约：将萨莫吉希亚割让给条顿骑士团的拉查兹条约。波兰承诺在另一场大战下将不会支持立陶宛。骑士团承诺支持东方的维陶塔斯，并不会支持任何想要篡夺立陶宛大公头衔的格迪米尼兹家族成员。但是，条约不解决问题，而且几方都在为战争做准备。
在1408年维陶塔斯和平到达东方，并重问关于萨莫吉希亚的问题。在1409年由维陶塔斯支持，反对条顿骑士团的第二次萨莫吉希亚暴动被发起。造反者烧毁了斯基尔斯尼姆尼城堡。自从波兰和立陶宛都支持了造反者，一场大战一触即发。维陶塔斯从他统治的18个地方召集了一支大军。军队同联合波兰，并向条顿骑士团总部马尔堡城堡推进。在1410年维陶塔斯在格伦瓦德之战（也成为坦能堡之战）亲自指挥大公国军队。战争以波立联军的决定性胜利结束。纵然马尔堡攻城战最终失败，条顿骑士团依然一蹶不振，并减弱对波兰立陶宛的威胁。
作为索恩休战的结果，维陶塔斯获得了萨莫吉希亚，并在他的余生中再没割让这个地区。但是，这几方并没固定边界。神圣罗马帝国皇帝西吉斯蒙德同意调停冲突。在1413年，立陶宛公布尼曼河右岸为萨莫吉希亚，并因此属于立陶宛。条顿骑士团不同意，并于1414年发动新战争。战争持续几个月，争论被带到康士坦茨湖委员会。即使争论没被解决，萨莫吉希亚人也有了向欧洲领导人申诉的机会。它在立陶宛外交史中被看做重大事件。几个其他调停冲突的尝试失败了，而且条顿骑士团于1422年发动了另一场战役。在打几个月仗后，双方签署梅尔诺湖条约。萨莫吉希亚永远地回到了立陶宛，但是梅梅尔（现在的克莱佩达）和周围地区依然处在骑士团之中。这条由条约确定的边界线在500年间保持稳定，直到1923年的梅梅尔领土之争。在和平以后，维陶塔斯能够专心于改革与和波兰的关系上了。

### 与波兰的关系
在1399年，雅德维加和他的新生儿死于分娩。雅盖沃在波兰的权利因他作为除了他妻子外与波兰毫无关系的外族国王而受到损害。也许，沃尔斯科拉的挫败迫使波兰和立陶宛重新估算彼此的关系。估算的结果是1401年的维尔纽斯和拉多姆联合。维陶塔斯允许拥有极大的自治权，但在他死后，立陶宛大公的头衔和权利被转给波兰国王。假如雅盖沃无子嗣而亡，波兰贵族不允许在不与维陶塔斯商议的情况下选举新国王。这个联盟的特点是立陶宛贵族提交他们自己的文件：在第一时间内，非公爵的某人在国家有问题的情况下发挥作用。

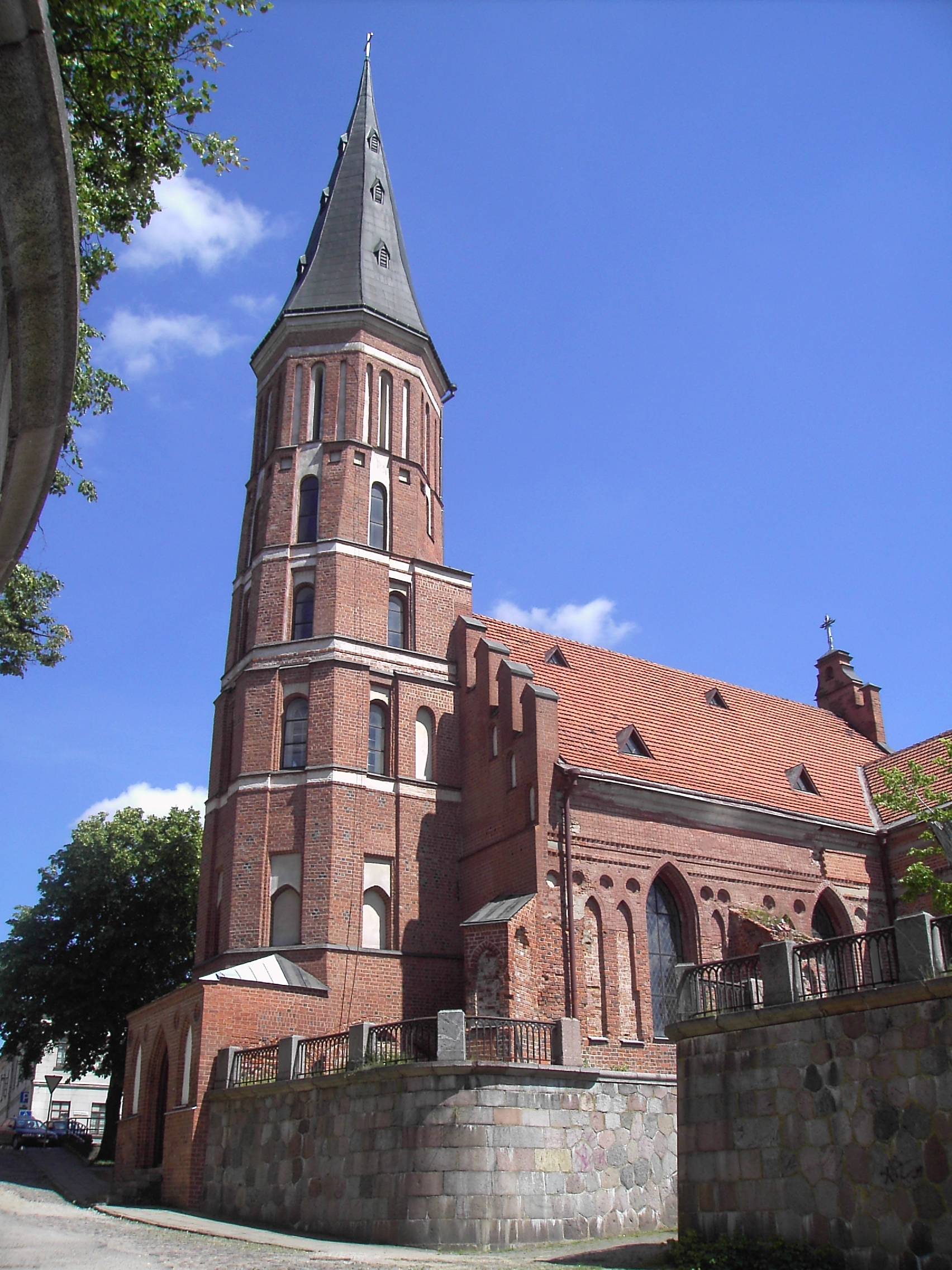
维陶塔斯大帝教堂。建成于约1400年的考纳斯

维陶塔斯是在1413年与波兰合作构建的赫罗德沃联合的构建者之一。根据联合的条款，立陶宛大公国保留自主的大公它自己的议会。与此同时波兰和立陶宛的议会共议重要问题。这个联盟在政治和文化上十分重要，因为它允许立陶宛基督徒贵族拥有和波兰施拉赤塔同等的权利。这个条款并不包括东正教徒贵族。这为贵族的接触与合作，和未来波兰立陶宛联邦的建立铺平了道路。
在1429年1月，维陶塔斯已经获得了立陶宛国王的头衔，并获得神圣罗马帝国皇帝西吉斯蒙德的支持，但是运送王冠的使节在1430年秋被波兰权贵截住。另一只王冠也被送出去了，但是在它送至立陶宛的几天前，维陶塔斯于查基岛城堡逝世。他被葬于维尔纽斯主教座堂。关于他的遗体的事情，已经不为人知了。
根据1911年大英百科全书的说明，维陶塔斯“无疑是在他那个年代最令人印象深刻的东欧名人，而且他在战场上英勇顽强，也拥有政治家的深谋远虑。”("was certainly the most imposing
personality of his day in Eastern Europe, and his martial valour was combined with statesmanlike foresight.")

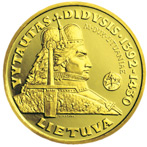
立陶宛立特纪念币，刻有维陶塔斯

### 改革
维陶塔斯支持他的国家的经济发展，并引进了很多外面的方法。在他的统治下立陶宛大公国逐渐变得更加中央集权，从当地的君主与王位的关系大于对维陶塔斯的忠心可以看出。统治者是基于立陶宛贵族的富有的地主。在维陶塔斯统治时期，有权势的拉兹维夫和高斯陶泰家族开始兴起。

## 头衔
- 拉丁文：magnus dux Lithuanie terrarumque Russie etc
- 中文翻译：立陶宛，卢森尼亚等地的大公

（1422年一个文献的摘要的截取： Nos Alexander alias Witoldus eadem < Dei > gracia, magnus dux Lithwanie terrarumque Russie etc.）
研究：学术上，维陶塔斯在他统治时期的大部分时间是之后使用额外头衔立陶宛最高君主的波兰国王雅盖沃的附庸。

## 脚注
1. ↑  维陶塔斯在现代及中世纪语言的又名如下：拉丁語：；卢森尼亚语：Vitovt；白俄羅斯語：；德語：；波蘭語：
2. ↑  特恩布尔, 斯蒂芬. . Ospreypublishing. 2004年: 11页. ISBN 1841766658.
3. ↑  （波兰語） 帕维夫·雅谢尼卡. . . 华沙: Państwowy Instytut Wydawniczy. 1988年. ISBN 83-06-01796-X.
4. ↑  （波兰語） 特克拉·沃沃夫斯卡Tekla Wołowska. . Paris: L. Martinet. 1860年: 433页  [2009-04-29]. （原始内容存档于2019-04-07）.
5. ↑  （波兰語） 安东尼·普罗哈斯卡. . 克拉科夫: Akademia Umiejętności. 1908年: 240页  [2009-04-29]. （原始内容存档于2019-04-07）.